# Jakob Kühnemann

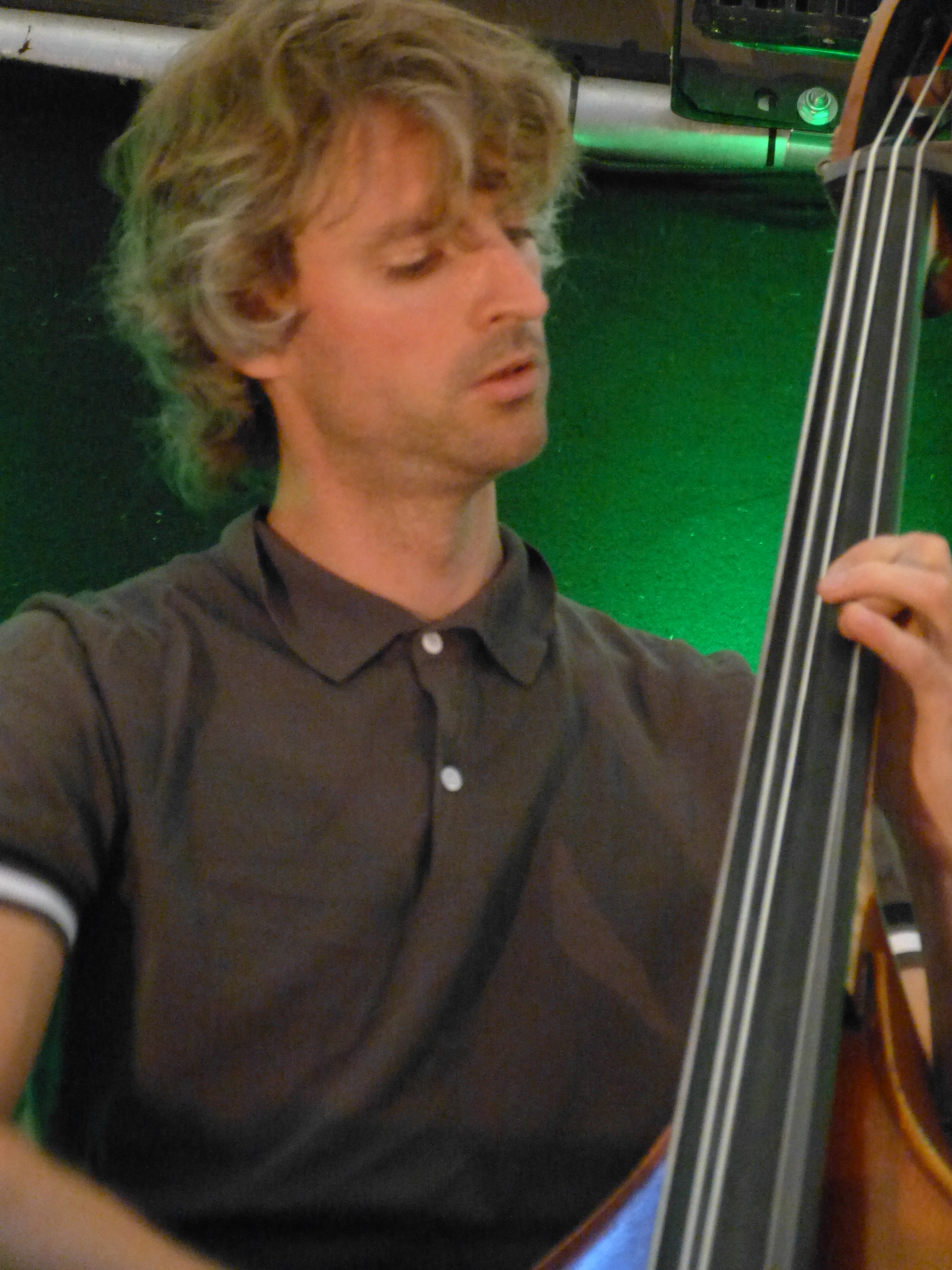
Jakob Kühnemann 2020

Jakob Kühnemann (* 15. November 1984 in Gießen) ist ein deutscher Jazzmusiker (Kontrabass).

## Leben und Wirken
Kühnemann studierte Jazz-Kontrabass an der Musikhochschule Köln und am Conservatoire national supérieur de musique de Paris (Diplom 2011); er hatte u. a. Unterricht bei Dieter Manderscheid, Detlev Beier, Martin Wind und Riccardo Del Fra. Er spielte im JugendJazzOrchester NRW und im Bundesjazzorchester. Seit den 2000er-Jahren ist er in Köln sowohl als Begleitmusiker (u. a. für die Sängerin Hannah Köpf) als auch als Bandleader aktiv. Er war Finalist beim Europäischen Nachwuchs-Jazzpreis in Burghausen und dem Convento Nachwuchs Jazzpreis NRW. Mit dem Philipp Rüttgers Quartett war er Sieger beim Zomerterras Concour in Vlaardingen.
Im Laufe seiner Karriere arbeitete er u. a. mit Hayden Chisholm, Barre Phillips, Ed Partyka, Jiggs Whigham und Bill Dobbins; außerdem spielte er in den Bands von Jens Böckamp, Tamara Lukasheva und Philipp Rüttgers, mit Sebastian Gramss’ großformatiger Bassmasse sowie mit seinem eigenen Quartett, bestehend aus Holger Werner bzw. Malte Dürrschnabel (Saxophon), Simon Seidl (Piano) und Silvio Morger (Schlagzeug), für das er auch Kompositionen schrieb. Als Stummfilmbegleiter spielte er u. a. auf dem Festival L‘autre cinéma in Arras, im Théâtre des Champs-Élysées in Paris und auf Ruf des Goethe-Instituts in Beirut. 2012 tourte er auf Einladung des Auswärtigen Amtes in Benin. Mit dem Quartett von Tamara Lukasheva gewann er den Neuen Deutschen Jazzpreis 2017.

## Diskographische Hinweise
- Jens Böckamp: Progression (Konnex Records, 2010)
- Hannah Köpf: Stories Untold (Double Moon Records, 2010)
- Anne-Christine Heinrich: Just because... (Artist Own Label, 2013; mit Simon Seidl, Silvio Morger)
- Jakob Kühnemann Quartet: Contrejour (Unit Records, 2015)
- Tamara Lukasheva Patchwork of Time (Double Moon Records 2016, mit Sebastian Scobel, Dominik Mahnig sowie Shannon Barnett und Liora Raps)[4]